# ウオロク
株式会社ウオロクは、新潟県新潟市中央区鐙（）に本社を置き、同県下越地方・中越地方を中心にスーパーマーケットを展開する企業である。新潟県内の同業で同じCGCグループに加盟しているマルイと資本・業務提携している。 

## 概要
創業は江戸時代に遡る。新発田城下（現在の新潟県新発田市）の紺屋町裏で五十集屋六右ェ門（いさばやろくえもん）の屋号で鮮魚商を興し、明治時代に魚屋六右ェ門（うおやろくえもん）、大正時代に頭文字をとって魚六（うおろく）と屋号を改めた。

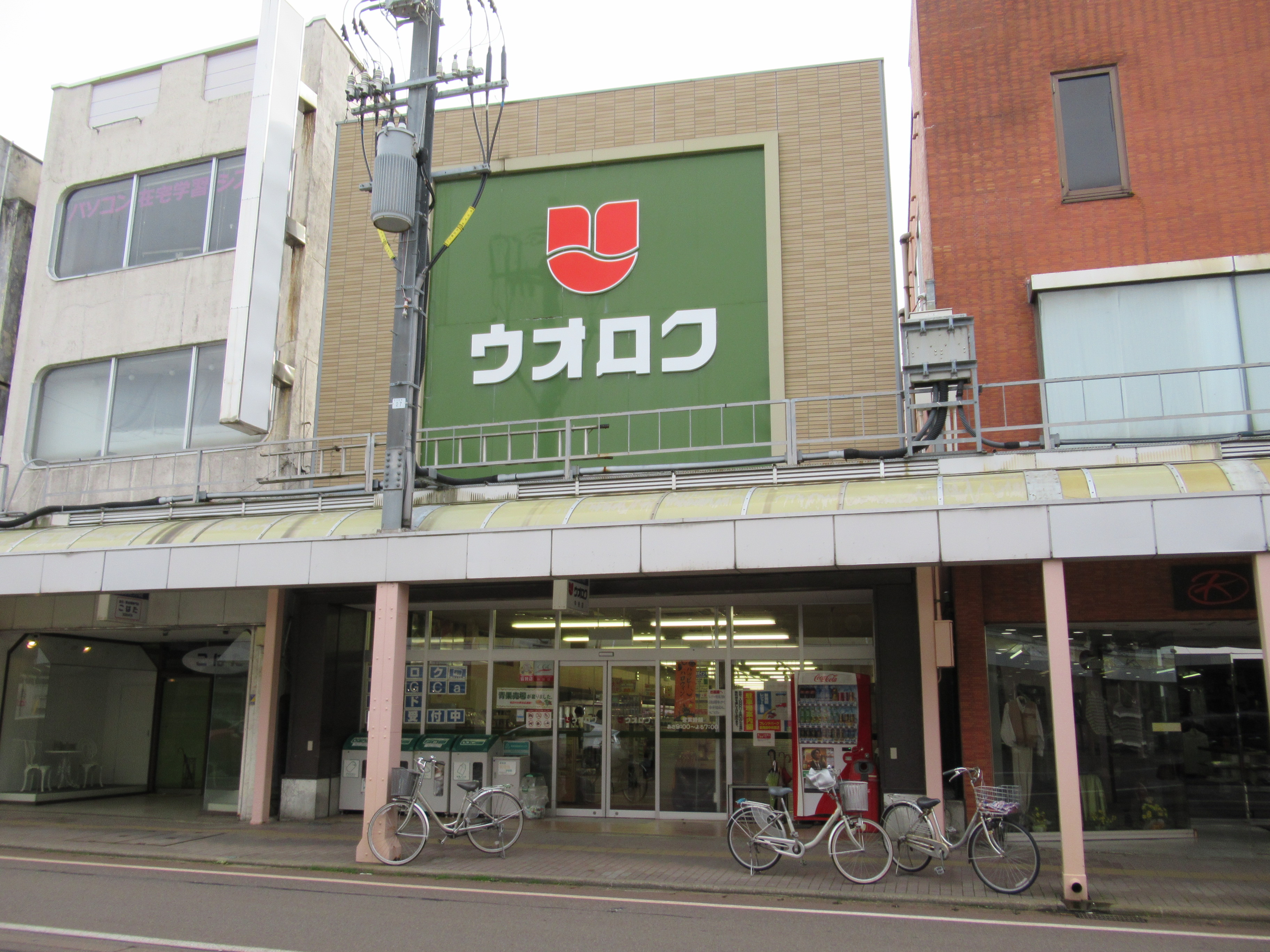
1号店だった中央店（新発田市中央町）

1953年（昭和28年）に株式会社に改組され株式会社魚六が発足、スーパーマーケット事業開始にあたって1962年（昭和37年）に株式会社スーパー魚六に改称、同年11月に1号店として同市内で中央店をオープン。以後、新発田市、村上市など下越北部と新潟市を中心に店舗展開を進め、1982年（昭和57年）には現商号である株式会社ウオロクに改称。1990年（平成2年）、本社機能を新発田市から新潟市鐙に移転した。
1970年代からCGCグループに加盟。新潟県内での同グループ加盟企業には「原信」「ナルス」を展開するアクシアル リテイリング（本社・長岡市）があるが、加盟当時は当社が下越地方、原信が中越地方を中心とした店舗展開で県内では一定の棲み分けがされていた。その後、両社ともに事業拡大に伴って出店エリアを県内全域に拡大したことで現在では競合関係にあるものの、ウオロクは祖業である鮮魚部門の強化に重点を置くなどで差別化を図っている。そのほか、マルイ（本社・見附市）ともCGC加盟社同士の競合関係にあったが、こちらは前述の通り2021年に資本・業務提携を行っている。また店舗毎に特色を持たせるため、改装や模様替えがよく行われる。
新発田市と柏崎市、新潟市秋葉区では、ウオロクを核店舗にロードサイド型店舗を集積させた複合モール「コモタウン」を展開している。このうち秋葉区の「コモタウン新津」は2005年（平成17年）3月15日、新潟市へ編入合併する直前の新津市に「スーパーセンターウオロク新津店」として開業したものである。出店当時はストアコンセプトに「衣食住フルライン型スーパーセンター」を掲げ、フロア内には食料品売場と衣料品売場に加え、同社初の自社運営によるホームセンターを擁する新業態店舗であった。しかし2013年夏からホームセンターフロアを順次縮小して業態を事実上廃止し、同年12月から2014年春にかけ段階的に改修してテナントフロアへ転換。旧ホームセンターフロアには3月12日、アークランドサカモトが運営する「ホームセンタームサシ」がテナント出店するなど、フルライン型のスーパーセンター展開からは事実上撤退。現在は食品スーパー事業へ経営資源を集中させている。
2023年10月には上越地方に初出店した。

## 店舗
2019年（令和元年）7月時点、県内で食品スーパー41店舗と衣料品店1店舗を出店している。現在の店舗一覧は#外部リンクを参照。

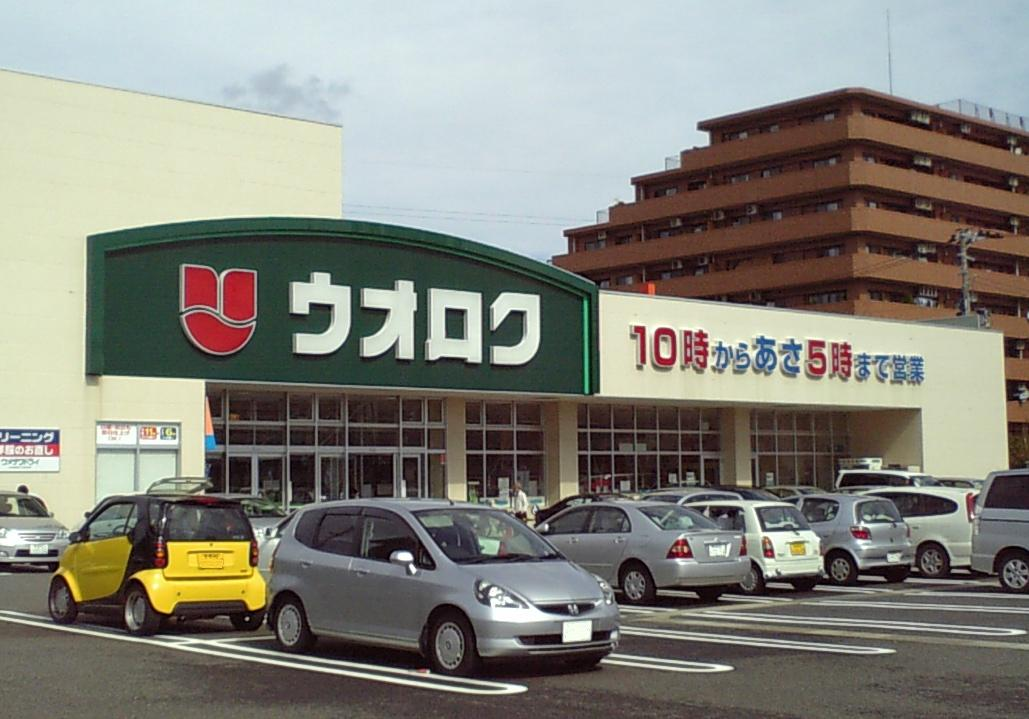
神道寺店（新潟市中央区）
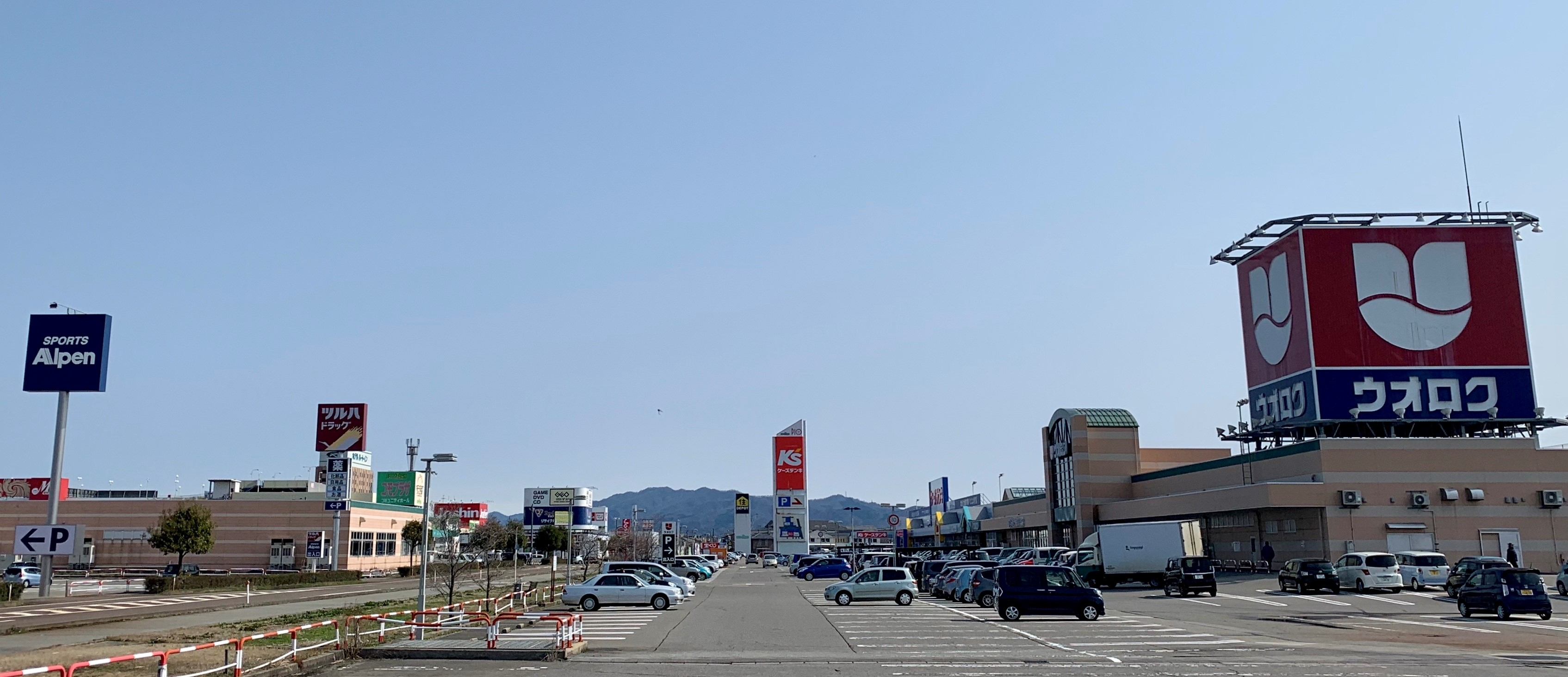
県内初の特定商業集積整備法により1998年3月にオープンしたコモタウン[8]（新発田市）
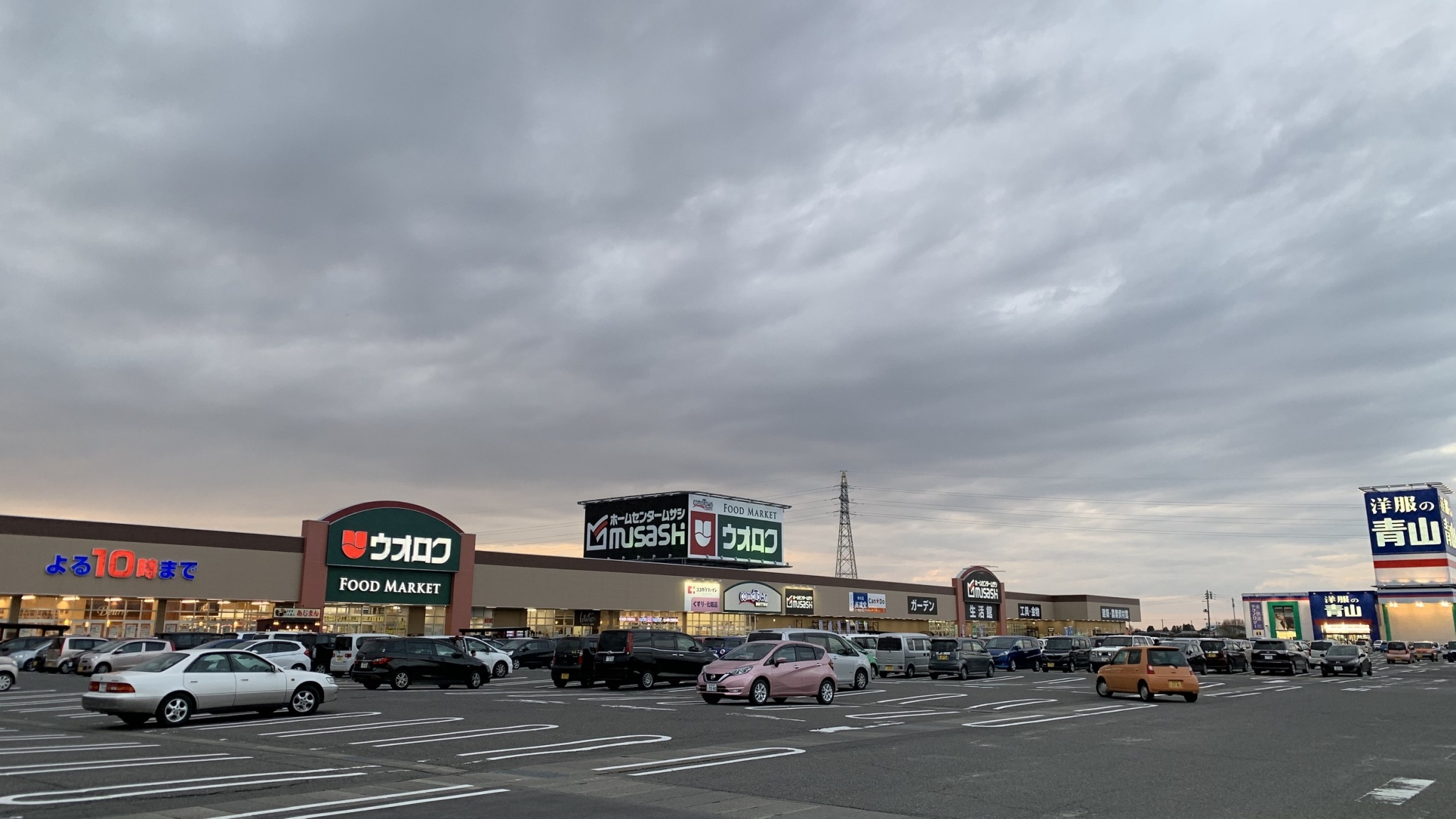
コモタウン新津（旧・スーパーセンターウオロク新津店）

### かつて存在した店舗
- 御幸町店
- 大手町店
- 外ケ輪店
- 新発田店（ユアーズウオロク、1976年（昭和51年）11月26日開店[9] - 閉店時期不明）
- グリーンコート店（新発田市緑町） - 現在は店内をリニューアルし、緑店として営業。
- 昭和店（長岡市）
- 鐙店（開店時期不明 - 2017年（平成28年）9月閉店[10]） - 跡地はセリアとマツモトキヨシが入居。本社前に所在した。
- 中央店（新発田市中央町3丁目6-17、1962年（昭和37年）11月1日開店[3] - 2019年（令和元年）8月31日閉店[3][4]） - 1号店、店舗面積約500m2[4]。

- 信濃店（1974年（昭和49年）5月1日 - 2020年（令和2年）4月30日閉店） - 関屋店として移転。
- 中条店 - 2021年夏に移転。